# Grand requin-marteau
Sphyrna mokarran
Espèce
Statut de conservation UICN

CR A2bd : 
En danger critique
Répartition géographique
Statut CITES
Le grand requin-marteau (Sphyrna mokarran) est une espèce de  poissons qui vit dans les océans tropicaux et quelques mers. Il hérite des caractéristiques des requins-marteaux, en particulier leurs larges extensions aplaties de part et d'autre de la tête qui donnent à ces poissons une grande portance et leur permettent de prendre des virages plus serrés que les autres requins. Comparé aux autres requins-marteaux, le grand requin-marteau est immédiatement reconnaissable à sa nageoire dorsale particulièrement développée.

## Habitat
Ce requin pélagique et parfois côtier se trouve dans tous les océans tropicaux ainsi que dans la mer Rouge et la Méditerranée. Il évolue entre la surface et 100 mètres de profondeur.

## Description
Le grand requin-marteau mesure entre 3,5 et 6 m de long et peut peser jusqu'à 500 kg. Le record en longueur est détenu par un mâle de 6,1 m. Le grand requin-marteau le plus lourd est une femelle de 580 kg mesurant 4,4 m de long.

## Mode de vie
Le grand requin-marteau est le plus souvent solitaire. Son activité est essentiellement nocturne, il peut vivre jusqu'à environ 37 ans dans son milieu naturel. Il est très territorial et peut se montrer agressif avec les plongeurs.

## Reproduction
Chez les requins-marteaux, la gestation est Ovovivipare et plus longue que celle de l'humain : elle varie de 9 à 12 mois. La femelle peut avoir dans son ventre de 10 à 40 embryons de requins. Ils mesurent environ 60 cm à la naissance. La reproduction reste très mystérieuse car il est très difficile de pouvoir l'observer.
Les mâles sont dotés de ptérygopodes, comme la majorité des requins, sortes de doubles nageoires constituant un sexe externe. Les quelques observations effectuées tendent à montrer que les mâles s'agrippent aux femelles avec leurs dents pour les féconder, ce qui peut être fatal pour ces dernières.
Une étude a été réalisée sur cette espèce entre 2001 et 2007.
Dans un zoo du Nebraska aux États-Unis, une femelle requin-marteau a mis bas un petit, seule. L'analyse génétique confirme le fait que cette naissance est issue de la parthénogenèse, reproduction asexuée pour la première fois observée chez le requin.

## Prédateurs
Les principaux prédateurs du grand requin-marteau sont l'orque, les requins de plus grande taille comme le requin-tigre et l'homme.

## Alimentation
Le grand requin-marteau se nourrit de poissons osseux mais également de raies et de requins. La raie léopard est l'une de ses proies favorites. Accessoirement ce requin se nourrit également de crustacés, de céphalopodes et de dauphins.

## Particularités
Le grand requin-marteau est immunisé contre le venin des raies pastenagues. C'est aussi l'un des requins les plus sensibles à l'électricité. Ses cellules sensorielles sont capables de détecter des variations inférieures à 5 µV/cm[réf. nécessaire].

## Menaces et conservation
L'UICN (22 janvier 2023) classe l'espèce en catégorie CR (en danger critique) dans la liste rouge des espèces menacées depuis 2019. Les populations du grand requin-marteau ont subi un déclin d'au moins 80 % en 75 ans.

## Autres requins-marteaux
Vous pouvez consulter ici une liste des autres requins-marteaux.